# Kinorhyncha
Quinorrincos (nome científico Kinorhyncha) corresponde a um filo representado por pequenos animais marinhos (asquelmintes) e pseudocelomados, caracterizados pelo corpo cilíndrico, de dimensões inferiores a um milímetro de comprimento, desprovido de cílios locomotores, os quais habitam em ambientes bentónicos.
São conhecidas cerca de 150 espécies.

## Nomes comuns
Estes animais marinhos são comummente conhecidos como dragão-do-lodo.

### Etimologia
O nome científico deriva da aglutinação dos étimos gregos kinein, «mover» + rhynchos, «bico».

## Características gerais
São animais pequenos, normalmente com menos de 1mm de comprimento. Possuem o corpo segmentado, com simetria bilateral, constituído de cabeça (introverte, completamente retrátil e se recobre com várias placas do pescoço, quando está contraída), pescoço e um tronco com treze segmentos. A boca é anterior e terminal, como em outros cicloneurálios e está situada na extremidade de um cone oral protraído. O cone oral pode ser retraído e protraído. A boca é rodeada por um circulo de nove estiletes orais cuticulares. O próprio introverte possui 90 escálides – anéis de cerdas cuticulares quitinosas sensoriais e locomotoras – espiniformes organizadas em sete anéis concêntricos ao redor dele. Todo o introverte pode ser retraído para dentro do pescoço ou do primeiro segmento do tronco, daí, o nome Kinorhyncha, significando “nariz móvel”. Um jogo de placas cuticulares, ou plácides, no segundo ou terceiro segmento, fecha o introverte retraído.
O corpo curto é aplainado ventralmente, como o dos Gastrotricha, mas os Kinorhyncha não possuem cílios locomotores e, com exceção da ausência de apêndices pareados, se assemelham superficialmente a copépodes harpaticóides intersticiais, com os quais às vezes são confundidos. Possuem sistema digestivo complexo e ausência de estruturas circulatórias e respiratórias.
Segmentação da cutícula, musculatura da parede do corpo, glândulas epidérmicas e sistema nervoso são características distintivas. Uma epiderme celular uniestratificada fina está abaixo da cutícula e a secreta.
Vivem normalmente em lama e areia, a qualquer profundidade. São encontrados desde a zona entremarés até milhares de metros de profundidade.

## Locomoção
Um quinorrinco escava por eversão e retração alternada de seu introverte espinhoso. O corpo move-se para frente durante a eversão do introverte e permanece estacionário durante a retração. À proporção que o introverte se everte, as escálides desfraldam-se e ancoram-se para puxar o animal adiante. Quando o introverte for completamente evertido, o cone oral, com uma boca terminal cercada pelos estiletes orais, se protrairá no sedimento.

## Sistema nervoso
O sistema nervoso intra-epidérmico consiste em um cérebro trianular e um cordão nervoso ventral. O cérebro é banda em colarinho larga ao redor da região anterior à faringe, semelhante ao dos outros cicloneurálios. 
A região anterior do cérebro inerva o cone oral e as escálides do introverte. Oito nervos longitudinais saem da região posterior do cérebro para inervar o pescoço e o tronco. O cordão nervoso ventral duplo se estende posteriormente a partir do cérebro e possui gânglios segmentares pareados conectados por comissuras. Esses órgãos dos sentidos incluem uma variedade de estruturas cuticulares, inclusive escálides e flósculos contendo células receptoras monociliadas. Algumas espécies têm ocelos anteriores de estrutura incomum e todos parecem ser sensíveis à luz.

## Trato digestivo
Quinorrincos se alimentam de diatomáceas e/ou detritos orgânicos finos. O trato digestível constitui-se de regiões anterior, mediana e posterior. A região anterior é forrada com cutícula e consiste em cavidade oral com provável função filtradora, faringe sugadora com paredes compostas de músculos mesodérmicos radiais e circulares e esôfago curto que se une à região mediana. A região mediana é forrada com gastroderme absorvente com microvilosidades e está envolvida por músculos circulares e longitudinais. A região mediana se abre para uma região posterior curta, forrada com cutícula que se abre para o exterior pelo ânus terminal no segmento 13. A fisiologia da digestão ainda não foi estudada.

## Excreção
Dois protonefrídeos, cada um formado de três células terminais biflageladas, estão na hemocele e se abrem através de dutos, para os nefridióporos localizados na superfície lateral do 11º segmento. Os sistemas excretor e reprodutivo são independentes um do outro.

## Sistema reprodutor
Quinorrincos são gonocóricos e possuem gônadas pareadas saciformes. Cada gônada comunica-se com o exterior por um gonoduto e um gonóporo entre os segmentos 12 e 13. Receptáculos seminais estão presentes nos gonodutos femininos e a fertilização é assumida como interna. 
A cópula foi observada apenas uma vez (P. kielensis), as extremidades ventral posterior de macho e fêmea são direcionadas de um a outro, com a cabeça dos animais voltadas para direções opostas. Uma massa mucosa castanha  envolve as extremidades posteriores. A partir desta constatação, conclui-se que o  espermatóforo se origina da substância secretada durante a cópula (Neuhaus, 1999).
Em espécies de dois sexos foram vistos espermatóforos, os quais são transferidos para as fêmeas por espinhos especializados.
Pouco se sabe sobre o desenvolvimento em quinorrincos, mas ele é direto e o jovem eclode com 11 segmentos, parecendo-se bastante com o adulto. Os jovens sofrem mudas periódicas para atingir a condição adulta, quando as mudas cessam. As larvas são de vida livre.

## Taxonomia
Parecem aparentados com os Loricifera e Priapulida.
Ordem Cyclorhagida
- Subordem Cyclorhagae
  - Família Echinoderidae
  - Família Zelinkaderidae
  - Família Centroderidae
  - Família Dracoderidae
- Subordem Conchorhagae
  - Família Semnoderidae
- Subordem Cryptorhagae
  - Família Cateriidae

Ordem Homalorhagida
- Subordem Homalorhagae
  - Família Pycnophyidae
  - Família Neocentrophyidae